# Ландауська волость
Ландауська волость — історична адміністративно-територіальна одиниця Одеського повіту Херсонської губернії.
Станом на 1886 рік  складалася з 7 поселень, 7 сільських громад. Населення — 13459 осіб (6919 чоловічої статі та 6529 — жіночої), 1208 дворових господарств.
|                     | Площа, десятин | У тому числі орної, дес. |
| ------------------- | -------------- | ------------------------ |
| Сільських громад    | 38992          | 20636                    |
| Приватної власності | 3400           | 2010                     |
| Казенної власності  | —              | —                        |
| Іншої власності     | —              | —                        |
| Загалом             | 42392          | 22646                    |

Поселення волості:
- Ландау (Ландава) — колонія німців при балці Березань за 100 верст від повітового міста, 3761 особа, 275 дворів, римо-католицька церква, школа, земська станція, аптека, 5 лавок, винний склад, 5 гончарних заводів, 7 різних майстерень, 2 ярмарки.
- Ватерлоо (Ватерлова) — колонія німців при балці Березань та ставках, 810 осіб, 76 дворів, лютеранський молитовний будинок, школа, 2 столярні майстерні.
- Зульц (Шульц, Шульцова) — колонія німців при балці Березань, 1522 особи, 158 дворів, римо-католицька церква, школа, 5 лавок, винний погріб, 3 майстерні.
- Іоганесталь (Арносталь, Горносталь) — колонія німців при балці Сасик, 1522 особи, 158 дворів, лютеранський молитовний будинок, школа, 2 лавки, 4 столярні майстерні, 2 гончарних заводи.
- Карлсруе (Калістратова) — колонія німців при балці Березань, 2132 особи, 190 дворів, римо-католицька церква, школа, 2 лавки, ренськовий погріб.
- Катеринсталь (Катеринка) — колонія німців при балці Березань, 1489 особи, 161 двір, римо-католицька церква, школа, паровий млин, лавка, ренськовий погріб.
- Шпейер (Шпалерове, Шпайер) — колонія німців при балці Березань, 2819 осіб, 226 дворів, римо-католицька церква, школа, 2 лавки, 3 майстерні.

7 (20) листопада 1917 року, відповідно до Третього Універсалу Української Центральної Ради, увійшла до складу Української Народної Республіки.  